# Переполнение стека
В программном обеспечении переполнение стека (англ. stack overflow) возникает, когда в стеке вызовов хранится больше информации, чем он может вместить. Обычно ёмкость стека задаётся при старте программы/потока. Когда указатель стека выходит за границы, программа аварийно завершает работу.
Эта ошибка случается по трём причинам.

## Бесконечная рекурсия
Простейший пример бесконечной рекурсии на Си:
```
int
 
foo
()
 
{

     
return
 
foo
();

}

```

Функция будет вызывать сама себя, расходуя пространство в стеке, пока стек не переполнится и не случится ошибка сегментации.
Это рафинированный пример, и в реальном коде бесконечная рекурсия может появиться по двум причинам:

### Ошибки в намеренной рекурсии
Рекурсия требует очень аккуратного программирования, не зря рекурсивные переборы любили в спортивном программировании в 1990-е, пока защищённый режим (а значит, большие массивы) и стандартные библиотеки алгоритмов вроде STL не расширили ассортимент задач, которые реально запрограммировать за несколько часов. Вот несколько ошибок.
Ошибка в условии окончания рекурсии:
```
int
 
factorial
 
(
int
 
n
)

{

  
if
 
(
n
 
==
 
1
)
  
// глубокая (4 млрд) рекурсия при n⩽0

    
return
 
1
;

  
return
 
n
 
*
 
factorial
(
n
 
-
 
1
);

}

```

Ошибка в рекурсивном спуске:
```
int
 
factorial
 
(
int
 
n
)

{

  
if
 
(
n
 
<=
 
1
)
  
// условие верное…

    
return
 
1
;

  
return
 
n
 
*
 
factorial
(
n
);
   
// …а спуск неверный, надо (n - 1)

}

```

Многие компиляторы делают оптимизацию, именуемую «хвостовая рекурсия». Рекурсия, находящаяся в конце функции, превращается в цикл и не расходует стека. Если такая оптимизация сработает, вместо переполнения стека будет зацикливание.

### Программист написал рекурсию, не осознавая того
Программист может написать рекурсию и ненамеренно — например, когда одну и ту же функциональность выполняют несколько перегруженных функций, и одна вызывает другую.
```
int
 
Obj::getData
(
int
 
index
,
 
bool
&
 
isChangeable
)

{

  
isChangeable
 
=
 
true
;

  
return
 
getData
(
index
);

}

int
 
Obj::getData
(
int
 
index
)

{

  
bool
 
noMatter
;

  
return
 
getData
(
index
,
 
noMatter
);

}

```

См. также Порочный круг, Сепульки.
Другой вариант — программист взял не ту перегрузку.
```
int
 
Obj::getData
(
int
 
index
,
 
bool
&
 
isChangeable
)
 
{
 
...
 
}

int
 
Obj::getData
(
int
 
index
)

{

  
return
 
getData
(
index
);
   
// случайно вызвал себя же

}

```

В интерфейсных фреймворках наподобие Qt и VCL рекурсия может случиться, если в обработчике, например, изменения поля программист сам же это поле и изменит.

## Очень глубокая рекурсия
Уничтожить односвязный список можно таким кодом:
```
void
 
destroyList
(
struct
 
Item
*
 
it
)

{

    
if
 
(
it
 
==
 
NULL
)

        
return
;

    
destroyList
(
it
->
next
);

    
free
(
it
);

}

```

Этот алгоритм, если список не испорчен, теоретически выполнится за конечное время, затребовав при этом O(n) стека. Разумеется, при длинном списке программа откажет. Возможные решения:
- Найти нерекурсивный алгоритм (работает в данном примере).
- Перенести рекурсию из аппаратного стека в динамически выделяемый (например, при обходе разного рода сетей[5]).
- Если рекурсия зашла глубоко, применять другой метод. Например, быстрая сортировка — чрезвычайно эффективный метод сортировки, который в крайних случаях может задействовать немалый объём стека. Поэтому реализации сортировки в языках программирования ограничивают глубину рекурсии, а если «упёрлись» в предел, используют более медленные методы наподобие пирамидальной. Так работает, например, Introsort.

## Большие переменные в стеке
Третья большая причина переполнения стека — одноразовое выделение огромного количества памяти крупными локальными переменными. Многие авторы рекомендуют выделять память, превышающую несколько килобайт, в «куче», а не на стеке.
Пример на Си:
```
int
 
foo
()
 
{

     
double
 
x
[
1000000
];

}

```

Массив занимает 8 мегабайт памяти; если в стеке нет такого количества памяти, случится переполнение.
Всё, что уменьшает эффективный размер стека, увеличивает риск переполнения. Потоки обычно берут стека меньше, чем основная программа — поэтому программа может работать в однопоточном режиме и отказывать в многопоточном. Работающие в режиме ядра подпрограммы часто пользуются чужим стеком, поэтому при программировании в режиме ядра стараются не применять рекурсию и большие локальные переменные.